# Ippitsusai Bunchō
Ippitsusai Bunchō (一筆斎 文調, de son vrai nom Mori, nom familier Kishi Uemon, noms de pinceau Sōyōan et Hajintei) est un peintre japonais du XVIIIe siècle, né en 1725 et mort en 1794. C'est un maître de l'estampe, et peintre de portraits.

## Biographie
Disciple d'Ishikawa Yukimoto, c'est sans doute le même qui est donné parfois comme élève de Ishikawa Kogen, appartenant à l'école Ukiyo-e (estampes), il étudie aussi à École Kanō. Il vit et travaille à Edo. Actif de 1765 à 1780, comme tous les artistes de l'Ère Meiwa (1764-1772), il est très influencé par l'art de Harunobu, art qui touche le fond même de l'âme japonaise et, dès lors, joue un rôle déterminant non seulement sur les maîtres de figures féminines, mais encore sur les spécialistes de portraits d'acteurs, tels que Katsukawa Shunshō ou Ippitsusai Bunchō qui adoptent la même expression élégante que Harunobu, et ce n'est qu'après la mort de ce dernier qu'ils reviennent à une expression plus personnelle. Gardant le lyrisme d'Harunobu et ajoutant un réalisme mordant, ce qui permet à Ippitsusai de donner une tension subjective, particulièrement aux scènes de femmes ou de courtisanes en compagnie de leurs amants. 
Ippotsusai pratique surtout le format chūban (26,4x18,8) et hoso-e, , tout en longueur (30,3x15,15), pour ses portraits de femmes ou d'acteurs. Il est surtout connu pour ses estampes de kabuki, c'est-à-dire celles qui représentent des acteurs du théâtre kabuki, interprétant des scènes. Il fait également de nombreux portraits d'acteurs. Il rivalise avec Shunshō pour une représentation réaliste d'acteurs sur scène. Mais en fait, le type des visages qu'il crée et l'agencement de ses couleurs possèdent une saveur assez exotique pour le placer, avec Sharaku, parmi les excentriques de l'ukiyo-e. Son propre style trop personnel n'est pas transmissible; il ne fait donc pas école. Il est aussi séduit par la mélancolie des paysages de son pays. En 1770 il peint avec Shunshō un livre illustré, en trois volumes: Ehon Butai Ogi (feuilles d'album  en forme d'éventail représentant des scènes de théâtre). On cite aussi de lui des estampes intitulées: Fumeuses, Acteur dans la neige -  Jeune femme en promenade - Jeune femme devant la proue d'un navire - Scène de théâtre, exposées à la rétrospective de Blanc et Noir en 1892.